# Rafael Llamas Olaran
Rafael Llamas Olaran (Vitoria, 24 de mayo de 1924-Ciudad de México, 8 de agosto de 1980) fue un actor y actor de doblaje español. 

## Biografía y carrera

### Primeros años
Rafael Llamas Olaran nació el 24 de mayo de 1924 en Vitoria, siendo hijo del farmacéutico Ángel Llamas Torbado y María Olaran, así como hermano de José María Llamas Olaran, nieto del médico Emiliano Llamas Bustamante, y sobrino del matemático José del Corral y Herrero. 

### Trayectoria artística
Luego de emigrar a México, trabajó como actor en películas y producciones de televisión, destacando por proyectos como El derecho de nacer, Hasta el viento tiene miedo, Corazón salvaje, El libro de piedra, Donde termina el camino y ¡Ay, pena, penita, pena!. En esta última recibió una nominación a un Premio Ariel en 1954, como parte de la categoría a mejor actor de cuadro. Incursionó en el doblaje haciendo pequeños papeles en la empresa CINSA a mediados de los años sesenta y principios de los setenta.

## Muerte
El 8 de agosto de 1980, Olaran falleció en Ciudad de México a los 56 años de edad.  

## Nominaciones
| Año  | Premio       | Categoría             | Trabajo nominado         | Resultado | Ref.  |
| ---- | ------------ | --------------------- | ------------------------ | --------- | ----- |
| 1954 | Premio Ariel | Mejor actor de cuadro | ¡Ay, pena, penita, pena! | Nominado  | [ 3 ] |